# 中国中央电视台相关争议

中国中央电视台

本條目於下方按时间顺序列举了与中国中央电视台（包括相关的新媒体等，但不含中国环球电视网）有关的争议。

## 与新闻内容相关的争议
- 2007年2月3日，新闻频道《新闻社区》栏目播出了一条北京某公司利用卫星地图寻找“老赖”车辆的新闻[1]。播出后被网民指出，新闻中出现的卫星追踪画面实际上是来自于Google公司的Google地球软件，根本无法实现高精度和时效性的追踪。
- 2010年5月17日，《焦点访谈》[2]批评有网友在Google地球上标注涉嫌“国家军事机密”的地点，认为此举泄露国家机密。而节目中被央视采访的网友williamlong，在节目播出后披露，自己“从一个70后变成了80后，关注IT的科技博客变成了军事发烧友博客，每天不足30个人访问的论坛变成军事爱好者经常访问的网络社区”。[3][4]
- 2010年7月29日，央视在其新闻频道报道松花江沿岸工厂内，含有毒化学物质的铁桶被洪水冲入江中的污染事件时，称三甲基一氯硅烷是盐酸。[5]这种低级错误引起了网民的质疑[6]。但是，三甲基一氯硅烷溶于水后的确生成盐酸。
- 2012年4月14日，中国中央电视台新闻频道东方时空节目“真相调查”部分[7]，引用果壳网用户发表的恶作剧帖子中“隔夜水中含有零醇、氧酚、一氧化二氢[註 1]等化学物质，能进入血液循环，影响人体几乎每一个生理反应。”[8]的内容（尽管这个帖子是在果壳网的幽默笑话栏目“Geek笑点低”中），并将此作为谣言进行了严肃的讨论与批驳。恶作剧帖子作者不得不发表文章澄清自己并未造谣[9]。
- 2013年3月28日，央视《焦点访谈》节目中同一相貌的被采访者被两次采访且字幕标记为两地的不同身份的市民，被观众及网民指出之后，央视后在官方微博上对此道歉称“此为字幕错打”，但仍有部分网友认为此为刻意伪造的新闻被发现。[10]
- 2022年5月3日，央视报道一马姓人员被杭州市国家安全局采取刑事强制措施，导致阿里巴巴股价一度大跌。[11]
- 2022年8月23日，央视《新闻直播间》直播采访三星堆遗址文物发掘工作（8号考古方舱）时出现意外，摄影人员失足摔进土坑，外界传疑致记者流血、文物破碎。央视未予回应。[12][13][14]

## 与影像相关的争议
- 2007年7月，社会与法频道（CCTV-12）《天网》栏目一期题为《揭秘传销》的专题片中，介绍了一位女大学生因参加传销而跳火车丧命，并播出了死者生前的三幅照片。尽管做了马赛克处理，但还是有眾多网友看出所谓死者“生前照片”竟是网络红人Ayawawa（本名杨冰阳）的生活照。该节目评上了第17届中国新闻奖，公示阶段被揭发造假，悄然拿下[15]。事后央視低調回應，稱此事為臨時工工作疏忽所致。[16]
- 央视《影响2006·CCTV图片新闻年度评选》作品《青藏铁路为野生动物开辟生命通道》造假事件。2006年CCTV年度十大新闻图片中的铜奖作品—《藏羚羊生命中的十道难关——铁路关》被网民发现为PS作品。照片作者刘为强也承认，同时也指责央视未尽审查责任。央视与刘为强都遭到网民批评。央视此次面对新闻图片造假却被评选得奖的事情做出了较积极的回应。央视表示，评委一开始相信刘为强的照片是真实的，因为国家媒体先前刊登过这幅照片[17]。
- 2008年6月，央视《新闻30分》中，受访者王旭明的头衔“教育部 新闻发言人”出现了错别字，“发言人”变成了“发炎人”[18]。
- 2008年6月22日晚上播出的《新闻联播天气预报》里，主播裴新华将青海湖地区说成是“青海湖市”，而屏幕也随之出现了“青海湖市”的字样[18]。
- 2009年6月7日，央视《新闻联播》报道2009年高考的新闻中，赫然出现2008年高考的画面，画面中一辆公交车前挂有横幅“距2008奥运会开幕还有63天”。新闻播出后，相关错误在各大网站和论坛纷纷出现，而央视在其官方网站首页的显要位置发表了“中央电视台《新闻联播》就6月7日误编画面向广大观众致歉”的消息。然而这份16时01分发出的道歉信，落款时间为2008年6月9日。在一个小时后，央视就相关错误做出更正，但仍有网友再度调笑央视摆大乌龙[18]。
- 2009年12月15日，新闻频道《新闻直播间》栏目以题为《花朵在网游中迷失 只为报复母亲》的新闻报道了一位少女因青春期心理得不到合理指导后故意沉迷网游的故事，片中少女说自己沉迷于劲舞团，但此后该则新闻中出现的所有标有网络游戏画面的影像均出自日本色情游戏尾行3。[19]
- 2011年1月23日，中央电视台《新闻联播》报道中国人民解放军空军训练，一架歼10战机发射导弹，目标被击中而爆炸。有网民发现，战机击中目标的一段画面与1986年美国电影《捍衛戰士》（Top Gun）的场景极为相似[20][21]。网民逐帧对比两组画面以後发现，除了色彩有所不同以外，飞机碎片的大小和爆炸方向是一致的；于是网民指称《新闻联播》造假，而中央电视台并没有对此表态[22]。
- 2012年6月13日，新闻频道一有关神舟九号火箭的新闻中，放出的图片是印有韩国国旗和韩文的火箭图片。[23]
- 2012年7月9日，在新闻频道上午11:00时段播出的《新闻直播间》里的一段有关国家博物馆举行意大利文艺复兴名家名作展的报道，大卫-阿波罗的男性生殖器部位被打上马赛克，随后引发网民争论[24]。在网民的争议声之后，马赛克于15:00时段的《新闻直播间》里去掉[25]。
- 2012年12月31日，在新闻频道的“跨越2012”特别节目中，一条关于江苏淮安迎元旦事情的新闻中，其信息框左上方写成“安徽淮安”，引發网友的热议。[26]
- 2013年4月8日，英国前首相撒切尔夫人逝世，央视新闻联播在报导英国前首相撒切尔夫人去世的相关背景史料时，配以1984年中英联合声明签字仪式的画面。但作为官方媒体的央视为了消除赵紫阳在人们心中的影响，刻意删除了签字仪式中赵紫阳的镜头，使得画面中签字只有撒切尔夫人自己，更像是在签署一个英国政府单方面的文件。对此有评论讽刺为“撒切尔夫人独自签署中英联合声明”。[27][28]
- 2013年4月16日，央视新闻中心发布的一条微博称：“许多国家和地区都有像‘微信’这样能够实现即时通讯、通话的手机应用”、“关于德国版微信"WhatsApp、Skype"，德国电信对选择39.95欧元以下的网络套餐业务的用户每月收取9.95欧元的网络电话费用，对选择了39.95欧元以上的业务的用户可以免费使用。”而有一名德国的网友及其他一些网友对此反驳，表示此非事实：德国此类业务大部分项目为免费，部分收费项目价格也十分低廉。[29]
- 2013年10月初，浙江余姚发生水灾，重灾区陆埠镇受灾严重。而中国中央电视台在10月7日的报道中称，当地洪水已经基本消退，与事实严重不符，引起网民指责。[30]
- 2015年6月30日央视播出《今日关注》的第7分38秒，介绍日本自卫队资料时，出现了“高达”“RX-78-2”的镜头。[31]
- 2017年3月15日，中國中央電視台3·15晚會曝光了一款耐克运动鞋宣称配备了已申请专利的zoom air气垫，但实际切开却没有zoom air气垫，涉嫌虚假宣传。报道传出后的翌日，第三方评测机构“快传体育”称，报道中的证据来自于快传体育微信公众号于2016年11月26日发表的HYPERDUNK 08 FTB的拆解评测文章中的一张球鞋对比照片，但晚会在引用该文章时未注明图片的作者，而且擅自将图片左侧、右侧快传体育LOGO水印，以及图片右下角蓝色的快传体育LOGO抹去。快传体育在微信公众号公开声明，将保留对晚会追究侵权责任的权利[32]。
- 2024年11月12日，北京的中央广播电视台维语频道对珠海越野车撞人血腥画面未打码。

## 报道立场性或事实性错误争议

### 《联播天气预报》失误
1999年12月12日，《天气预报》预报华北地区13日会有4到5级的北风，不过很难出现降雪，然而13日华北地区出现了降雪。为此，主持人宋英杰在13日的《天气预报》节目中为前一日的误报道歉，引发舆论强烈反响。

### 2007年3·15晚會爭議
2007年3月15日，CCTV《3·15晚會》披露了“藏秘排油茶”療效與廣告不符的事實，但其把矛頭過多指向其代言人郭德綱的行為引起了“CCTV報復郭德綱”的猜測，但CCTV隨后否認。

### “很黄很暴力”和“心神不宁”事件
在2007年12月17日，CCTV的《新闻联播》节目中，播出一段抨击不良网络视听节目的报道，其中采访一位北京某学校13岁的张姓女学生时，她对着CCTV的摄像头说道：“上次我查资料，突然蹦出一个窗口，很黄很暴力，我赶快给关了”。
2009年再次发生类似事件，6月18日播出的《焦点访谈》就谷歌中国涉及大量淫秽色情和低俗信息一事采访了一名叫高也的大学生，播出后有网民认出该大学生是央视的实习生，而“高也”口中的“心神不宁”则成了新的网络用词。

### 对杨永信电击“战网魔”不当报道
2008年7月2日，社会与法频道（CCTV-12）《第一线》栏目播出纪录片《战网瘾：谁把天才变成了魔兽》，以赞扬的口吻介绍了山东精神病医生、中专生杨永信治疗青少年网瘾的相关事迹，让杨永信一举成名。并将《魔兽世界》描述为一个血腥暴力恐怖刺激的网络游戏，并刻意突出网瘾与《魔兽世界》之间的联系，还播出了所谓“网瘾患者”被五花大绑的画面。该节目在网上引起轩然大波。
《黄河保卫战》那期中描述一个名叫“黄河”小伙子被父母下了十二片安眠药，带到杨永信网戒中心（隶属于一精神病院）。醒来后，主任杨永信要求他“戒网”时，黄河觉得可笑要求离开，并宣告他已满18岁，已经成年，有自己的权力。却被告知“你是走不出去的”，不用试。黄河试图逃离杨永信的精神病院，发现无路可走，试图击破铁窗，被央视拍下，反复播放，放到片头。当杨永信要求黄河坐下，不坐，立马有人上来把他掀倒在地。还被拖进“13号室”用非法生产的DX-IIA电休克治疗仪进行被指"令人生不如死的"世界卫生组织禁止的非改良电休克“检查”。美国《科学》杂志报道，黄河被实施电击超过1个小时，直到杨永信接稳这单生意。
《少女的耳光与拥抱》中，心理学专业的大三女生武旭影的父亲称已经成年的女儿“网恋”并且与男友“同居”而被绑架到杨永信网戒中心（武旭影离开网戒中心后，曾在网上发文表示她被绑架的原因，是因为她和其父亲不喜欢的男生交往）。武旭影宣告自己没有精神病，也没有网瘾，要求离开。杨永信则说她是走不出去的，并要她试试看。武试图离开，遭杨率众围堵、嘲笑。武旭影怒斥父亲和姑姑绑架、撒谎；并与杨的“人墙”和绑架她的父亲发生肢体冲撞。节目抓住武旭影扇其父耳光的机会，将画面反复播放，被作为宣传画面放到片头，进入该期的标题。文字版更对武旭影是被绑架来而的事实只字不提。杨永信号令其他“患者”将其拖入13号室电击。节目文字版《战网魔》记载武旭影因为被电击难受，所以被杨永信定为“网瘾”。节目文字版记载，在13室内，武旭影说她扇父亲耳光是因为父亲先打了妈妈和自己。杨永信恐吓，如果不承认“错误”，不止是电两万次，要一直电到承认“错误”为止。于是乎少女终于“缴械”，承认“错误”。文字版作者刘明银对此持赞赏态度。在脱离控制之后，武旭影发表文章称（页面存档备份，存于）自己真实身份是心理系学生，当时已22岁，父母在她的成长过程中，并没有对她实行真正意义上的抚养义务，交往的男友系大学之间的文化交流节上认识的，自己当时并不会上网。她还说，《第一线》栏目通过歪曲事实来塑造杨永信高大形象；央视播出她当日被“导演”的戏剧性镜头，没有马赛克的遮挡，只是将名字稍微改了同音字，侵犯了她的隐私权，姓名权，对她造成了极大的伤害。
北京大学新闻学院副教授胡泳接受采访时说，纪录片即使现在去看，也让人“惊心动魄”。并认为媒体应该用专业主义的标准要求自己，而不能轻信采访对象的一面之词，在不自觉中变成“软广告”则是非常危险的信号。凤凰卫视主持人、阿富汗和伊拉克战争战地记者闾丘露薇看完节目感慨道（页面存档备份，存于），人到十八岁，有自己的权力，但有权力又如何？依然走不出这个绝望的地方。并质问谁给了杨永信捆绑和电击的权力。人民网等刊登评论（页面存档备份，存于）指责央视严重歪曲和误导，称央视在完全没有了解过游戏的情况下，对游戏随意臆想、猜测、评判，把一些社会问题与此生硬结合，乱下结论，这不仅不是一个学术人的作风，甚至连基本道德都存在问题。
2009年8月15日，新闻频道《新闻调查》节目制作了另一期关于“网瘾”的节目《网瘾之戒》。此期节目中，记者柴静主要采访了杨永信，成功完成“治疗”出院的孩子以及配合院方“治疗”工作的家长组织。此次节目报道了接受治疗的孩子，杨永信和家长们，对于杨永信的“网瘾治疗”方法和过程的“道德”，“效用”截然相反的看法。节目还报道了以下关键事实：DX-IIA电休克治疗仪的非法地位，中国专家认为“网瘾”界定模糊没有诊断的根据。CCTV新闻频道此次节目可以看作对其之前报道片面失实希望挽回而做出的一次努力。

### 报道北大医院“非法行医”事件
2009年11月3日，财经频道（CCTV-2）《经济半小时》在一件医疗纠纷二审前两天，播出了一档题为《北大医学教授为何死在北大医院？》的节目，央视记者庄严未通过正式采访程序而是通过暗访针孔摄像的方式进行不实报道（而且对受访者面部未加马赛克），多次出现“非法行医”或“无证行医”等词汇，在社会产生了相当恶劣的影响。记者使用了很多主观性很强的字眼，例如“离奇死亡”、“蹊跷”、“屡伤人命”等，刻意渲染煽情。同时，报道缺乏新闻的“平衡原则”。在医患双方的纠纷中，记者从头到尾都在引用了患方及患方律师的言论，而缺乏对于医方的采访，尤其是没有医院关键当事人的说法。

### 2010年亞洲運動會跆拳道爭議事件
2010年11月17日，在2010年廣州亞運跆拳道現場直播的比賽過程中比賽時，中華台北选手杨淑君的電子感應器材被拿下，被持反對意见的媒体质疑为“将现场实播的部分过程顺序调换后才播出，声称是在比赛中才被发现电子感应器而取下”（事实是在比赛正式开始前的试踢时就已取下）。台湾媒体声称，中共官方媒體惡意攻訐、不擇手段來抹黑台灣選手。但實際上，該視頻在19秒已經給出了楊淑君被要求取下器材的畫面，直至59秒始終是順序播放，一直敘述至楊淑君接受賽後採訪。1分鐘整開始解釋取消比賽資格的原因的部份，已經難以與之前相混。

### 对多国部队武装干涉利比亚的报道
在2011年3月报道联军对利比亚实施的军事干预中，CCTV的论调始终偏袒卡扎菲，宣称联军攻击平民，并播出反对派示威游行的画面，声称是利比亚人民集会反对联军入侵，并把政府军攻击反对派的画面移花接木，说成是因联军空袭利比亚造成的惨状。CCTV甚至将举着一幅用法语写着“法兰西万岁”的横幅的人说成是卡扎菲的支持者。这一状况导致在3月27日网上流传的一些利比亚人游行的视频中出现了一幅中文标语，上面写着“穆阿迈尔·卡扎菲是说谎者”，矛头直指CCTV的刻意曲解。

### 卡巴斯基虚报病毒诱导用户付费事件
2011年9月25日，央视《每周质量报告》报道，有网站通过传送虚假的病毒信息，恐吓、诱使网民购买卡巴斯基、趋势科技等公司的杀毒软件。卡巴斯基回应称，是其廣告代理公司「北京新空气广告有限公司」及「北京优霓博得通信技术有限公司」违规，此违规构成了对消费者和卡巴斯基公司的双重欺诈。随后卡巴斯基起诉违规代理公司和“肆意篡改央视原本报道内容”的新浪。9月30日，卡巴斯基致信《每周质量报告》栏目组，认为报道有多处不符影视新闻采编规范，对消费者造成误导，对卡巴斯基显失公允。

### 发改委反垄断调查报道
2011年11月9日，央视《新闻30分》报道，发改委正在对中国电信和中国联通进行反垄断调查。
2011年11月11日，《人民邮电报》发表头版文章直斥，央视的报道没有事实依据，违背了新闻道德标准。《人民邮电报》通过记者的采访和调查，逐条批驳央视的报道，认为央视采用了片面的采访、而在基本概念不清的基础上为中国电信行业的垄断进行辩解；此文甚至使用“混淆视听，误导公众”等激烈措辞批评央视的报道，并称中国电信和中国联通的几十万员工对“电信非垄断”的说法感到“震惊”。同日，《通信产业报》也刊文指出，在互联网接入市场上，中国电信和中国联通“具有市场支配地位”本身并不违法。
2011年11月15日，央视通过中国网络电视台的专题报道，再度强调中国电信和中国联通“垄断事实确凿”。新华社的报道则指，11月9日中午，发改委在未征求相关部门和企业的意见之前通过央视披露了反垄断调查情况。

### 湄公河大案
中央电视台对案件主犯糯康走出监狱大门的实况进行了直播报道，引发部分公共知识分子的反对。刘晓原律师表示直播死刑不仅违反伦理道德，也违反刑事诉讼法有关死刑的规定。中国的刑事诉讼法规定，死刑判决应该公开宣布，但死刑不应公开执行。而事实上，央视并没有直播行刑的具体过程，而仅直播了糯康押赴刑场途中的画面，所以这些反对声也招来其他网民的嘲讽。

### “大概八点二十发”事件
2013年的中国中央电视台3·15晚会上，中央电视台曝光了一批知名企业。晚会进行的同时，新华网刊出新闻稿“苹果被曝在华涉歧视，北京一家店遭媒体追访”，同时，多位新浪微博认证用户发布了标签为“3·15在行动”的对苹果公司批评的微博。其中，台湾影星何润东的微博内容为：“苹果竟然在售后玩那么多花样?作为果粉很受伤。你们这样做对得起乔帮主吗?对得起那些卖了肾的少年吗?果然是店大欺客。大概八点二十发。”其中最后一句“大概八点二十发”引发了一些网友的质疑。网友们发现，许多公众人物，如作家郑渊洁、网络红人叫兽易小星、留几手等人均在大约8点20分左右发布微博谴责苹果，因此怀疑央视或新浪微博联合多名公众人物在微博上制造批评苹果公司的阵势。

### 洋快餐冰块事件
2013年7月20日，央视财经频道《是真的吗？》节目组发微博称，记者分别在北京崇文门的真功夫、麦当劳、肯德基取回冰块样本进行检测，结果令人震惊。三家快餐店的食用冰块菌落总数均不符合国家标准，其中真功夫、肯德基食用冰块的菌落总数含量比马桶水高出6倍、13倍，比马桶水还脏。此结果遭到了网友质疑，有从事食品监管工作的网友认为，央视记者的采样过程不标准，存在中间环节污染样本的可能性，所得出的结果是不准确的。而节目组则表示自己的所作所为是为了“还原消费者的正常购买路径”。

### 央视批《喜羊羊》《熊出没》暴力事件
2013年10月12日，央视《新闻联播》批评《喜羊羊与灰太狼》《熊出没》存在暴力、语言粗俗等问题，要求立即整改。此时在舆论中引起了争议，有人指责央视“过于宣传正面消息”、“对动画内容吹毛求疵”，也有评论认为央视一方面批评这两部动画，自己却在黄金时段大肆播放，“非常无耻”。

### 星巴克咖啡“暴利”事件
2013年10月20日，央视新闻频道《新闻直播间》报道称，对比北京、伦敦、纽约、孟买的星巴克一款354毫升拿铁咖啡的价格，发现北京27元属最贵，孟买只有人民币14.6元属最便宜，在伦敦和芝加哥的售价分别合人民币24.25元和19.98元。报道更声称，中杯“拿铁咖啡”成本不足4元，却在北京卖27块一杯，星巴克在中国的利润率远远高于欧美市场。报道引起大量反对声音，反对者认为报道记者低估公众经济学常识水准、缺乏财务学常识。

### 未转播2015年红场阅兵
2015年5月9日，俄罗斯举行2015年紅場閱兵，中共中央总书记、中国国家主席、中央军委主席习近平出席阅兵式，中国也首次派出三军仪仗队接受检阅。阅兵前，央视对此次阅兵进行了大规模报道，并宣布将转播此次阅兵。但5月9日阅兵时，只有央视俄语频道进行了全程直播，央视新闻频道并未全程直播红场阅兵式，而是在播放二战相关资料片，中间穿插少部分实时画面。此举引发网友强烈不满。

### 新浪微博称“央视批小鲜肉小花”
2017年1月23日，CCTV-6当天的《中国电影报道》完整整理并批评目前小鲜肉小花演戏不敬业，不背台词全靠配音拯救，轧无数戏还到处商演导致给剧组时间严重不足，使用替身拍大多戏份等现象。张涵予、何赛飞等老艺术家都表示无奈，而片方过于急功功利也是纵容小鲜肉小花不敬业的重要原因。而微博“新浪娱乐”却过分的给央视“背黑锅”，事实上CCTV-6电影频道只是央视的挂牌频道，不归央视负责，由新闻出版广电总局直属的电影频道节目中心负责（2018年3月机构改革后划归中宣部）。

### 2017年3·15晚會曝光无印良品销售来自日本核污染区食品乌龙事件
2017年3月15日，中国中央电视台3·15晚会曝光一些商家违规出售日本核污染区食品。其中，一家无印良品门店所出售的进口食品，外包装所粘贴的中文标签所示的产地为东京都丰岛区，名列国家质检总局《关于进一步加强从日本进口食品农产品检验检疫监管的公告》所列的禁止进口名单。
3月16日，株式会社良品计划发言人在接受电话采访时表示，无印良品并未在中国贩售任何有问题的产品。随后，无印良品中国分公司书面回应称，进口食品日文标签所标注的“东京都丰岛区”为无印良品日本总部名称及其注册地址，而非生产地址。随后，经上海出入境检验检疫局核查无印良品（上海）商业有限公司的进口记录，未发现有来自于禁止进口地区的食品，所曝光食品的原产地为日本福井县和日本大阪府。
在曝光前的2月23日，日本共同社发布消息称，日本驻华大使馆已向央视提出了质疑采访经过的信函。截至3月22日，日本大使馆未收到来自央视的回复。

### 《舌尖上的中国》第三季相关争议
《舌尖上的中国》第三季开播后，部分情节内容遭到了观众的批评和指责，这些批评和指责引起争议。对此，《舌尖上的中国》官方微博转发一篇名为《为什么要创新？〈舌尖3〉创作背后有哪些“味道”要变？》的长文，并回应指“就算冒险，也要对美食文化的创新表达进行探索”。节目组还表示，美食栏目较之《舌尖上的中国1》播出时数量大增，如果没有更多的创新、突破和发展，受众也不会满足。而之所以将故事穿插其中，是因为美食背后的文化和文明，才是美食的根和魂。

#### 史实争议
在《舌尖上的中国》第三季第二集中，出现了“西安回坊唐代已经成型，至今还保持着当年的格局”的说法，然而这一说法却违背了史实。今天的西安北院门大街（即回坊）位于西安城墙内，由唐长安城的皇城、宫城的基础上改建而成，当时为尚书省和十六卫之左武卫、左骁卫等机构所在地。虽然当时长安城有少量穆斯林商人居住，但现回坊所在地在唐代并没有形成回民聚集地。五代至北宋年间，回民才开始围绕位于现代回坊的大学习巷清真寺、化觉巷清真大寺周围居住。

#### 错误常识
一位在新浪微博认证为“中国渔业协会原生水生物及水域生态专业委员会主任委员”的网友“开水族馆的生物男”发表微博称，《舌尖上的中国》第三季第三集存在表述错误，错将大口黑鲈（美国加州鲈）当成花鲈。经过反复比对，上海水产研究所有关专家认为，视频中太湖渔民打捞上来的是大口黑鲈，而不是节目所要表达的花鲈。
另外在第四集《养》中，为痛风的父亲煲鸡汤的做法也被微博认证为“健康博主”，拥有注册营养师证书的网友李捷（微博名为“sarasaralee”）发文指出会对观众造成误导。而痛风专科专家表示，痛风患者应尽量避免饮用荤汤，即使要吃肉，也需在病情稳定的情况下适当进食。此外该集还提及了中草药炖猪脚一菜，然而有网友指出草药有一定风险，因为普通人没有分辨草药的能力。

#### 自制口红争议
第四集《养》中出现了自制中药口红的镜头，然而自制口红被网友质疑造假，其原材料也被网友指出购置于淘宝网店，同时存在“三无产品”的质疑。专家也指出，中药口红并不适合自制。另外，自制口红在卫生上没有严格监管，风险很大，在自制唇膏时成分的比例搭配很可能不科学，其中的甘油成分比例不对，会抽乾唇部的水分；而唇部和口腔是相连的，一旦细菌繁殖进入口腔，反而得不偿失。

#### 编造情节争议
第二集节目中曾称四川省乐山市五通桥区牛华镇一麻辣烫店店主女婿“因为爱情放下手术刀拿起菜刀”，但经过网友爆料和《成都商报》记者调查后发现，该女婿改行的原因实为在上一段感情中强奸女友入狱因而丢掉工作。

### “国家品牌计划”涉嫌违法争议
继谭秦东事件发生后，于2019年1月17日，国家市场监督管理总局表示“一段时间以来，一些媒体和企业在广告中宣称所谓‘国家品牌’，既误导消费者，又破坏公平竞争市场秩序。对此，群众反映强烈”。国家市场监管总局指出，“CCTV国家品牌计划”利用“国家”名义为企业品牌背书，涉嫌违反《广告法》《反不正当竞争法》《消费者权益保护法》等法律。《广告法》明确禁止在广告中使用国家机关名义和“国家级”用语，规定不得欺骗、误导消费者，不得在广告活动中进行任何形式的不正当竞争。同日，国家市场监管总局对中央广播电视总台进行约谈，并责成北京市市场监督管理局依法立案调查。约谈结束后，当晚央视《新聞聯播》前後的黃金廣告時段仍有带「CCTV國家品牌計劃」标志的广告。然而有网友质疑，认为央視的計劃是“政府為了扶持民族企業而辦”，對此感到詫異。截至2019年2月，央视已不再播出「CCTV國家品牌計劃」宣传片，而所有入选「CCTV國家品牌計劃」的企业广告、品牌故事，以及姊妹计划“国家重大工程”、“广告精准扶贫”系列广告片均已撤下「CCTV國家品牌計劃」标志。2019年8月28日，中央广播电视总台宣布启动“品牌强国工程”，这一计划可视为“国家品牌计划”的延续。

### 在香港反條例運動期間發佈虛假消息
2019年8月11日香港反對逃犯條例修訂草案遊行發生後翌日，中央電視台下屬的央視新聞在官方微信公號和官方微博上發布虛假消息，央視新聞用肯定語氣稱「一名參與示威的女子被豬隊友擊中眼睛」，但沒有給出該信息的來源，亦無證據顯示當時現場有來自央視新聞的記者，又以「網友爆料」作為消息來源，宣稱那名受傷女子「曾負責派錢給示威者」（央視新聞附上一張與樣貌與受傷女子相似的照片，畫面顯示有五個人在街上圍成一圈，而該名女子的手上正拿着錢，然而該消息曾在同年6月流傳並早已被證實是虛假消息）。央視新聞發布的虛假消息在發布十多個小時候內被轉發上萬次，點讚數超過63萬。央視新聞又在該微博中打出「#香港黑衣人打中自己人#」的話題標籤，該標籤一度進入微博熱搜榜前十名。此外，中國內地多個媒體包括環球網、觀察者網、鳳凰網、新浪財經、網易新聞、每經網等皆轉載了央視新聞的假消息。

### 《数说中国》介绍错误史实
2019年9月16日，央视新闻频道播出《数说中国》特别节目，在介绍过去70年的经济发展情况时指出“1952年至1979年的中国GDP增长为0”，引发争议。

### 夸张报道称韩国牛肉价格
央视财经发表视频称，在韩国大型超市，一公斤牛肉价格大概20万韩元（约合人民币1090元。但是经众多网友指证，这只是韩国个别高端本土韩牛的价格，不是普遍价格。

### 虚假报道美国宇航员为回家在空间站钻洞
央视网称美国宇航员为返回地球制造事故。但随后被指责制造和传播假新闻。宇航员钻洞的争议发生在2018年的联盟MS09飞船上，与去年空间站的漏气无关，漏气是由俄罗斯模块上的裂缝造成的。央视把这两起事件混为一谈。

### 误报美国单日新增近135万宗个案
2022年4月5日《新闻联播》报道称，根据约翰斯·霍普金斯大学疫情统计中心，截至北京时间当日16时，最近24小时之内美国新增2019冠状病毒病病例接近135万例。当时，该统计中心显示最近一日美国新增個案数修正为1,340,247宗。央视新闻微博帐号发布《新闻联播》该片段，获中华人民共和国包括环球网、光明网在内的多个媒体转载，并一度登上新浪微博热搜第一名。但根据美国疾病控制与预防中心当日的数据，美国东部时间自2月19日起截至4月3日，美国2019冠状病毒病新增个案从未超过10万宗。随后，约翰斯·霍普金斯大学疫情统计中心已将最近一日（美国东部时间2022年4月4日）美国新增個案数修正为23,892宗。

### 虚假报道美国物价暴涨
央视网报道拜登称美国物价2022年3月上涨70%， 实际上原文是3月份物价同比(相比一年前)上涨8.5%，原因有70%在俄罗斯。

### 盗用他人素材报道上海超市疫情间重开
2022年4月16日，《新闻联播》报道上海超市在COVID-19疫情期间重开的新闻，指超市各种物资一应俱全、供应正常，结果被网民质疑是临时摆拍。对此，上海市委宣传部声称相关画面是4月15日拍摄的，地点在接近清零的上海金山区，结果被摄影师“费迪闻”澄清是在3月31日杨浦区大润发超市拍的，央视盗用他的素材。

### “美打算促使乌政府战斗到只剩下最后一个乌克兰人”
2022年4月21日，央视网引用《美国保守派》文章的标题谴责美国在俄乌局势中的“拱火”行为，声称“乌克兰在美欧眼里只是对抗俄罗斯的“炮灰”，美欧其实并不支持乌克兰人最需要的和平。”在俄罗斯、中国外交部中“美打算促使乌政府战斗到“只剩下最后一个乌克兰人”也经常出现，但是央视网站在引用这个文章的标题时并没有注意到，原文的最后依然支持俄罗斯在战争中负有主要责任的观点，并且支持将普京送上海牙法庭。

### 谎称纽约时报报道俄乌难以停战罪在美国
2022年6月5日，央视新闻称，纽约时报发表文章《俄乌难以停战，罪在美国》，美国政府不断为乌克兰提供武器装备和情报支持，导致了俄乌冲突的扩大。自俄乌冲突爆发以来，美国政府多次发表拱火言论，直接导致了和平谈判途径的关闭，对于推动事态升级有明显的倾向性。实际上纽约时报原文是《乌克兰战争发展至此，美国难辞其咎》，实际内容称俄罗斯是目前乌克兰冲突的罪魁祸首，对俄罗斯做出让步就是屈服于侵略，以拜登政府为首的西方国家误解了战争的逻辑，给这场冲突注入了无法抑制的动力，美国没有给予乌克兰更多的支持。

### 涿州洪災救災作假
2023年7月底起，華北暴雨成災。8月2日，央視新聞播出一段影像，內容為一架隸屬中國救援組織的直升機，飛到一處淹水民宅上方停留並拋下繩索，由隊員將樓頂上的災民吊上直升機，再運往安全地點安置，採訪記者則在直升機上拍攝過程。但網友發現，在畫面角落的民宅外，馬路上雖有積水，但水位只淹到汽車輪圈的下緣，且汽車旁就站著2名其他民眾，水位只淹到這2人的腳踝而已。有網友將這2人及汽車的畫面後製放大發現，直升機救援的該棟民宅一帶根本不需要直升機救援，只要涉水就能通過。此後，對該項報導涉嫌作假的指責立刻湧現。網友普遍認為，這就是一起專門「擺拍」的造假新聞。據報導，央視新聞隨後將評論全數刪除。

### 謊稱霸州因降雨而受災
2023年7月底起，華北暴雨成災，河北啟用7處蓄滯洪區分洪，包括位於廊坊霸州的東澱蓄滯洪區於8月1日啟用，霸州有民眾控訴泄洪令當地大面積被淹。8月4日上午，央視新聞報道稱：「8月2日，受降雨影響，河北霸州市霸州鎮部分村莊出現約0.4米到4米左右的積水」。因為不滿官媒宣稱是降雨導致淹水，霸州的災民4日下午到霸州市政府高舉橫幅抗議，並與在場警察爆發激烈衝突。霸州官方5日發表公開信，坦承泄洪致災並承諾補償，這一則爭議新聞隨後已下架。

## 播出事故

### 技术故障
在个别特殊情况以及电视台主控工作人员疏忽，亦会发生一些台标和报时器异常现象。
- CCTV-3标清版报时器在有线电视信号（中星6B加密信号）版本的格式是16:9，而央视网在线直播和户户通版本的报时器却是4:3格式，后续格式改为16:9。（上述情况在同一时期的音乐频道亦有出现）
- CCTV-5、CCTV-5+有时因转播赛事公共信号的记分牌在左上角，故期间台标会挪动右上角（有时亦会反应迟缓），台标在右上角时期有时会出现报时器和台标重叠现象，甚至有时候报时器会一直显示未及时定时消失。而CCTV-5标清版有时因台标故障会突然恢复4:3格式。（2016年后此情况基本不再出现）
- CCTV-13曾在2010年两会的某天下午会突然出现报时器；2013年5月27日凌晨至傍晚，央视新闻频道的节目信号切入新址试验，当天屏幕右上角曾显示了整半点时间标；2017年10月17日下午CCTV-1、CCTV-13并机直播“十九大”记者发布会时期，右上角均全程显示报时器，且CCTV-13的报时器为4:3格式。（曾在蝴蝶台标时期的CCTV-1、CCTV-2的广告时段，以及2002年除夕当日下午《一年又一年》特别直播节目，均会全程显示报时器）
- 2016年里约奥运会期间，央视一套综合频道晚在21:59:42发生广告故障，21:59:43-21:59:45彩条。之后是《请您欣赏》垫片，22:00:02《晚间新闻》开始，这一失误得以恢复正常。
- 2021年1月29日，CCTV-2在15:00档《正点财经》开始时未及时切入演播室信号，导致其出现长达12秒的黑屏，随后使用《请您欣赏》垫播1分钟左右及播出纪录片《大国重器》片头后，在15:02分切回演播室。
- 2022年3月18日，CCTV-5（高清）在23:08播放公益广告时，错误地将CCTV奥运频道的台标放出，持续约30秒后恢复正常。

### 导控事故
- 2007年8月13日，央视体育频道主持人段暄在《天下足球》节目的现场直播中，出现了上半身着西装，却在播音桌下伸出一条只穿着裤衩的腿的画面[18]。
- 2008年3月19日，央视《晚间新闻》出现了主播贺红梅拿出粉扑补妆进入直播的镜头。后央视负责人表示此举为导播的失误[128]。
- 2009年8月24日，央视《东方时空》栏目播出特别报道“共和国部长访谈录”时，突然跳入了《东方时空》片头画面，且画面凌乱又音画不同步，之后主播声明是技术故障。而且当天播出时的包装却沿用了当年央视一套《晚间新闻》《新闻20分》的包装，就连演播厅也因技术问题而暂时回归到了旧版新闻频道演播厅（尚未改造的250演播室）[129]，连同当天《新闻1+1》亦是如此。
- 2010年10月1日18时59分57秒，在中央电视台直播嫦娥二号发射实况过程中，当指挥员宣布点火并按下点火按钮瞬间，在央视的综合频道与新闻频道瞬间出现整点报时画面，同时直播画面被缩为画中画在屏幕右下角，随后出现《新闻联播》片头。片头结束后，火箭已经点火升空。关键发射过程均是在不到屏幕五分之一大小的画中画中直播的，[130]不过不转播新闻联播的中文国际频道则给出了全屏幕的画面。
- 2011年10月14日的《朝闻天下》节目中，女主播郑天亮把B2C（B two C）读成「B二C」。[131]
- 2011年譚詠麟與容祖兒、林子祥等歌手出席央視中秋晚會，事後承認不对嘴，喊冤說假唱是應大會要求。央視否認假唱，表示是因為衛星信號問題，更改傳輸方式導致不同步。[132]
- 2016年4月12日，央视《新闻联播》後段出現失誤画面，在播出關於河北農業大學教授李保國事跡的報道后，出現了約3秒沒有旁白及該段影片現場聲音的空鏡。当鏡頭轉回到演播室時，男主播王寧正將一份稿子遞給旁邊的女主播李梓萌並說「這張」，並臨時讀出一段長約27秒關於印度火災的新聞，但这条新闻没有出现火災現場的畫面。在这条新闻播送完毕之后，李梓萌紧接着「嗯」一聲後，讀出李保國事跡的評論。而在兩名主播收拾稿件（结束）時，李梓萌望了鏡頭一下，再嘟起嘴長嘆一口氣。此次失误引发网友讨论，称「雖然是失誤，反應那麼快也是佩服」。而之后播出的重播以及在央视网（中国网络电视台）上传的当日《新闻联播》视频，则删除了这些失誤画面[133]。
- 2018年2月23日，17:00档的《新闻直播间》中，代班的潘涛疑似被导播误认成黄峰，而开场时的主播姓名也被打错。[134]黄峰曾在新闻直播间将中央电视台说成中央气象台。
- 2018年5月26日，央视四套《中国新闻》（19:00档）在播出节目片头时，突然切入半岛电视台的直播画面。这一失误在持续数分钟后恢复正常。央视官网上的视频被删除。
- 2018年7月12日直播的《新闻联播》画面中，节目开始后38秒处，突然出现一名上前递稿子的幕后工作人員的身影，遮挡住了主持人郭志坚。[135]该片段在网上传播，引起网民哗然，新浪微博一度将“新闻联播”设为搜索禁词。重播的新闻联播删除了这些镜头，央视官网上的视频也被删除。[136][137]
- 2018年9月12日，《新闻联播》再出事故，主播姓名、底部“中国中央电视台 新闻联播 2018.9.12”、新闻标题等也未出现近15分钟。该问题在重播版中被修复。
- 2018年12月8日，《24小时》节目中开场字幕条将男主播徐卓阳的名错打为沙晨。

### 采编事故
- 2001年2月21日播出的新闻联播中，时任中国国家主席江泽民接见国际奥委会评估团（由海因·维尔布鲁根（英语：Hein Verbruggen）率领）的报道错误地混入了江泽民在同一会议室会见一私人老朋友的镜头，引起江泽民亲自致电时任中央电视台台长赵化勇过问。当晚22时40分重播的新闻联播换上了准确的镜头。[138]
- 2022年11月1日社会与法频道播出的《法律讲堂（文史版）》中，由于节目后期审查不严导致节目中出现带有酷似野兽先辈形象的人物插画，事件在网络上引发广泛讨论，至11月3日，央视网将该期节目下架，大量中国大陆其他平台上的相关讨论和视频被删除。
- 2023年7月15日播出的新闻直播间报道有关印度洪水时，由于节目审查不严导致节目中出现“雪山狮子旗”，现官网已将9时播出的新闻直播间栏目下架。

### 播音事故
- 2014年11月12日，央视记者在现场报道美国总统奥巴马抵达北京的时候，错把“总统”叫成“总理”[139]。
- 2014年，网友剪辑的“央视各种直播失误合集”视频在网络上热传，并于2015年1月推出第二季。央视的著名主播张宏民、王宁、李梓萌、张泉灵、白岩松、欧阳夏丹等纷纷“中枪”。视频中所出现的失误有赵普播报亚洲杯新闻时忘词，脱口而出“我看看啊”、海霞误将“新闻20分”说成“新闻20婚”、李梓萌误将“中央电视台”说成“中央但是台”、胥午梅将“中午好”（当时主持《新闻30分》[140]）说成“这里好”，长啸将“一位司机”说成“一辆司机”等等。有媒体分析，失误的原因包括“人名、专业名词易口误”、提词器常出小故障、导播切换出问题。有网友称央视主播出现一个失误，要扣200元人民币，但李瑞英表示，央视属半军事化管理的电视台，任何情况下都不能出错。但是也会分清责任，是稿子的问题、导播的问题，还是主播的问题。但所有问题呈现在观众面前，都是主播的问题。并表示主播出错别字，不仅有读音错误的问题，还有事实说错的问题。只要主播及时更正都不算错误。如果主播根本就没意识到错而造成消息的混淆都要重罚，甚至栏目会遭到停播[141][142][143]。
- 2016年4月27日，央视《新闻联播》主播郭志坚将“六安”的“六”字读成liù，后经网友指出这一读法有误，应为lù。对此，4月28日，郭志坚发微博表示：“对于媒体工作者来说，发音书写的唯一依据是经过国家权威部门审定的字典。”在2021年5月六安出现本土冠状病毒病确诊病例后，有关六安的读音再度引发争议。《现代汉语词典》及《新华字典》曾为六安市设lù的异读，自第六版《现代汉语词典》起删去以liù为唯一正音[144]。但在历史上，六安的“六”都读lù，当地民众仍习惯读作旧音[145]，在2006年安徽省人民政府同意保留六安“lù”的旧音[146]。而且中华人民共和国民政部作为中华人民共和国行政区划管理最高部门，出版的行政区划简册亦认为应该读作lù[147]。
- 2017年6月12日，央视《天下足球》第一个片段播放结束后，演播室中主持人杨茗茗在直播中肉色文胸左边带子不慎滑落，直到镜头第三次切回演播室，带子才被收了回去[148]。
- 2020年7月7日，当日11时的《新闻直播间》播出有关安徽歙县受暴雨影响引发严重积水的新闻，在直播中，记者任譞口误将歙县说成“歙县市”[149]。

## 与央视工作人员相关的事件

### 央视“内部晚会”
2006年，一部名为“央视内部春晚”的视频出现在网络。视频内容完全颠覆了央视主播的严肃形象，晚会中反映了中国社会中存在的腐败、官僚思想、婚外恋等内容，被网友戏称为“央视第一次开口说真话”。然而部分节目颇具挑逗意味，也被网友认为是少儿不宜。据央视工作人员透露，这台晚会是2002年央视新闻评论部举行的名为《东方红时空》的内部年会。针对网友的非议，敬一丹回应称“这是一台内部晚会，不是对外的”，“每个人在生活中的状态都是不一样的”。

### 大S代言现场，央视记者发飙砸人
2010年7月1日，大S（徐熙媛）在西安出席某品牌手表代言活动。在代言现场，中央电视台记者因前面同行遮挡他的镜头，抡起水瓶飞砸前方，结果砸到主办方老板西安开元商城老板的头部。虽然没有受伤，但是令这位老板一直郁郁寡欢。据悉，中央电视台记者现场发飙已经有多次。之前，中央电视台工作人员曾经咆哮西安孔庙。 

### 央视记者在湖南平江暗访遭围殴
2013年1月9日晚11时左右，中央电视台湖南记者站记者赵喜和中华环保联合会工作人员一行5人来到平江县伍市镇民营企业白杨造纸厂附近拍摄揭露该企业非法生产、非法排污情况，被一些人围住，并发生冲突，赵喜额头被打伤。事后，中共平江县委、县政府已向中央电视台正式发函致歉，县政府主要领导向赵喜记者当面致歉，并通报了县委、县政府的态度和正在采取的处理措施，将2名嫌疑人逮捕。

### 以工作外言论开除员工
2013年11月，央视以其在微博上的言论与官方不一致为由开除了制片人王青雷，网易娱乐频道予以报道，随后页面被删除。

### 《美丽中国乡村行》盗用网友素材事件
2015年9月10日，网友“王源宗 Bboy” 发微博称，自己的摄影素材遭到央视节目《美丽中国乡村行》盗用，找到对方理论却被告知“中央电视台就是用了你的素材，你觉得有什么问题么”，他称他要求《美丽中国乡村行》栏目赔偿素材使用费25000元，但对方不愿意，还奉劝他不要把事情闹大，还要让警察调查他是否诈骗。其后央视回应称摄影素材是栏目编辑在淘宝网购买，并对接听电话人员的不妥言语进行批评教育，向王源宗道歉。

### 央视记者孔琳琳打人事件
2018年9月30日，央视欧洲中心站駐倫敦记者孔琳琳参加由英國保守黨人权委员会以及非政府组织“香港监察”（Hong Kong Watch）安排的關於香港事務的講座，出席者包括保守党人员，以及香港民主党创党主席李柱铭、香港大学法律系副教授戴耀廷和香港众志常委罗冠聪等。會上孔琳琳斥責與會者“反華”及“漢奸”，並掌摑一名學生義工Enoch Lieu，最後被警方帶離現場及拘捕。据《外交政策》雜誌資深編輯詹姆斯·巴默指出，孔琳琳这一举动的原因与中國官媒的環境背景有關。他还指出该行為“恐非愛國心一時高漲，而是一場刻意安排的表演，目的是要為自己更好的前途鋪路”。
事后中国驻英国大使馆表示要求会议组织者向记者道歉。北京时间10月1日晚间，央视发言人表示记者孔琳琳已经获释，中央广播电视总台向孔琳琳致以慰问。声明同时指出，孔琳琳是无指控释放，其行为是正常履职，会议组织方举止失当。
10月24日，肇事者Enoch Lieu向伯明翰地方法院起诉孔琳琳，预计于11月7日出庭。后经中国驻英国大使馆交涉，英国警方确认Enoch Lieu推搡记者在先，记者反击在后，决定不予起诉，孔琳琳被无指控释放。央视发言人表示“希望英国有关方面不要为某些政治势力所干扰，以事实为依据，明断此案，维护中国记者的合法权益”。发言人同时表示支持孔琳琳保留反诉Enoch Lieu的权利。外交部发言人华春莹就此事表示支持中国记者通过法律途径维护自身正当合法权益。
11月7日，有關案件在伯明翰裁判法院提堂，孔琳琳缺席該次聆訊。
2019年4月18日，孔琳琳因为没有出庭应讯被伯明翰裁判法庭发出逮捕令。11月29日，孔琳琳被伯明翰地方法院認定襲擊罪成立，法官指孔琳琳當時失去專業記者的冷靜，變成激動的鬧事者，判处有条件释放12个月，并被责令支付受害人附加费等费用及100英镑赔偿金，共计2115英镑。孔琳琳的律師表示會上訴。中国驻英国大使馆发表声明称，对判决感到“震惊和愤怒”，亦对英国司法公信力产生怀疑。声明还表示，中国大使馆要求英国司法部门依法公正办案，切实保护中国记者的正当合法权益。

### 央视记者探访武汉红十字会被阻拦
2020年2月1日正值COVID-19疫情，中国中央电视台记者探访武汉市红十字会，在试图探访仓库物资分发处时，受到保安阻拦。保安聲稱只准在倉庫外拍攝，並強調是他的「職責」。事件随即引來網民熱議。2月4日，湖北省纪委监委公开通报，对省红十字会有关领导和干部在疫情防控期间接收和分配捐赠款物工作中存在的失职失责问题，予以问责。

### 冰墩墩说话事件
2022年北京冬奥会期间，有央视记者在2月8日的冬奥相关节目中扮演吉祥物冰墩墩与运动员互动，但冰墩墩突然讲话，其后甚至脱掉玩偶外套露出扮演者，引发部分网民不满。北京2022年冬奥会官方抖音号回复网友提问称这个说话的冰墩墩是假的。

### 河北燕郊爆燃事故记者直播受阻
2024年3月13日，河北省廊坊市三河市燕郊镇发生燃气爆炸事故，央视记者在事发地点进行现场直播报道，期间遭到多名身穿黑衣警察制服的男子阻挡，以事发建筑周围危险、有坠物风险为由要求记者离开，CCTV2的直播画面随即中断。另外，另一名央视记者许梦哲在网上发布视频，显示他们一行人在现场采访期间，遭到十几名警察包围及推搡阻挠。当晚，中華全國新聞工作者協會针对事件发表题为《正当采访是记者的权利》的声明，批评当局为了控制舆情，“简单粗暴阻挠媒体记者正常履职”，要求为记者采访提供便利。三河市人民政府于3月14日进行情况通报，之后河北省委召开会议强调，要自觉接受舆论监督，支持和保障媒体记者正当采访。

### 多地广电网络和IPTV机顶盒开机强制跳转CCTV-1
2023年12月起，随着国家广电总局整治电视“套娃式”收费工作的开展，并推出一系列针对终端的技术要求之后，国内大部分广电网络公司和IPTV运营商陆续更改或升级其机顶盒的系统界面。新的系统在开机之后强制进入CCTV-1的大视窗（或者全屏）直播，而非机顶盒关机前播放的最后一个电视频道。同时大部分机顶盒也无法自定义主页的常看频道表（该列表一般包含CCTV-1、CCTV-13和本省卫视频道），观众只能进入直播界面之后再自行调至自己想收看的频道。使用DTMB地面数字电视和“户户通”收看节目的观众则不受此影响。

## 与央视主持人相关的事件

### 主持人涉贪腐
2014年至今，央视已有多名现任或原主持人因涉及贪腐事件而被相关部门调查，如姜丰（薄熙来案）、沈冰、叶迎春（周永康案）、芮成钢、欧阳智薇等。

### 毕福剑相关事件

#### 辱佛事件
2014年1月18日星光大道年度总决赛中，主持人毕福剑扮演法海禅师，身披袈裟，头戴五佛冠，身挂苹果“念珠”，手持烟斗“禅杖”，举止滑稽地演唱《法海你不懂爱》与选手进行互动。此举引发明贤法师在博客上撰文声讨，認為此有损佛教禅宗祖师级的宗教领袖法海禅师的尊严。

#### 「玖球天」題字
2013年，毕福剑在給中國台球選手潘晓婷題字時，將「九球天后」写为「玖球天後」（中國大陸將「後」簡化作「后」，引起混淆），於2014年末在網路上引發针对其本人傳統文化素養甚至對漢字簡化的討論。

#### 酒桌唱戏事件
2015年4月6日，一新浪微博用户上传了一段毕福剑饭桌上的唱段，视频中毕福剑唱着《智取威虎山》中《我们是工农子弟兵》的著名选段，唱一句点评一句，其中说道：“可别提那个老屄养的，可把我们害苦了”“地主招你惹你了”等多句被认为是批评毛泽东的语言，引发热议。据新浪网民调：53.6%反对央视封杀毕福剑，30.4%赞成。事后，微博实名认证的中国播音主持网单独发了一条微博，@（微博中一种提醒他人的方式）毕福剑，并称“主持人当慎言慎行”。《环球时报》评论称其言论为“名人私下有争议的言论”，而其言论遭到公开，也引发公众对公开私人场合言论是否侵犯个人隐私的争论。同时也有人表示有知情者称“当天的实际情况是，毕姥爷一人分饰两角”，“中间有段对白，是两个人的，唱的时候是代表正面人物，说话的是反面人物”，“那扮演土匪就要按照土匪的语气，该怎么说”，并称有人对毕福剑所唱内容断章取义。
4月8日中午，《华西都市报》从央视一员工得到消息：“因著名主持人毕福剑的视频风波，严重影响了中央电视台的公众形象，央视高层决定：严厉治理工作作风，从2015年4月8日零点开始到4月12日零点止，毕福剑在央视主持的所有节目暂时停播4天”。同日晚，央视网新闻中心微博发声明，称“毕福剑作为央视主持人，在此次网络视频中的言论造成了严重社会影响，我们认真调查并依据有关规定作出严肃处理。”另外，全国红军小学建设工程理事会也发表了声明，撤销毕福剑“全国红军小学爱心大使”称号。2015年4月9日晚间，毕福剑在其微博公开致歉。这引发了中国大陆网民之间对于言论自由边界的新一轮激烈争议，并且引发了大量社会讨论，甚至出现了以毕福剑事件为内容的笑话。
4月10日，毕福剑的有关信息被中央电视台官网删除，其本人也正接受央视内部停职调查，并被限制出境。同日，由中紀委主管的《中国纪检监察报》发表社评《党员毕福剑必须讲规矩》。文章中称“进了党的门就是党的人”，“任何场合都不能将自己的言行凌驾于党的纪律之上，必须遵守党的规矩”。
4月14日，据媒体报道，朱军将接替毕福剑主持《星光大道》，但起初央视官方并没有确认此事。从4月11日至5月2日，原定于每周六晚间播出的《星光大道》暂停播出，改以电视剧《王大花的革命生涯》替代（其中5月2日播出劳动节特别节目），直至5月9日，改由朱军（直到2016年被朱迅取代）和尼格买提联袂主持的《星光大道》恢复播出。据媒体报道，毕福剑可能已从央视离职。在事件期間，毕福剑的名字一度被百度列为敏感词，大量事件报道的搜索结果被删除，百度贴吧毕福剑吧也曾短暂被封。
8月9日，《中國紀檢監察報》在頭版頭條發表文章《做政治上的「明白人」——中直机关严明党的政治纪律政治规矩综述》，其中再次提及畢福劍酒桌事件。文章稱，國家新聞出版廣電總局對事件「高度重視，认为这不是一般的违纪问题，而是严重违反政治纪律的行为，责成中央电视台机关纪委依据有关规定严肃处理，并在全局开展警示教育」。
从网络上曝光的视频和照片中发现有数名外国人出席晚宴，引发网民猜测外宾身份。称坐在毕福剑旁边的还有乌克兰驻华使馆二等秘书舍甫琴科·列娜，但乌大使馆发表微博否认列娜在场，网民后来也分析发现视频和照片中的外国人并非以上几人。
根据报道，晚宴由毕福剑的外事助理、白俄罗斯文化联盟中方首席代表刘瀚锴组织，参加宴会的主要是白俄罗斯人，其中包括白俄罗斯文化联盟副主席伊戈尔·巴巴克、白俄罗斯国立大学教师紫萱、《星光大道》2010年度总决赛第六名的乌克兰选手吉米、画家史国良。这次晚宴的时间很可能是在2015年4月2日晚上，地点在北京美泉宫饭店。
对此，4月10日，乌克兰驻华大使馆官方微博“乌克兰信使”发布公告，澄清乌克兰大使馆没有参与任何“反华”行为。4月15日，美国国务院发表声明，就美國駐華大使館官員涉及畢福劍事件進行了反駁。

### 邱孟煌（阿丘）发表言论相关争议
2020年2月20日正值2019冠状病毒病疫情，原央视主持人邱孟煌（阿丘）在新浪微博留言：“此时，虽然东亚病夫的牌匾早已踢碎了一个多世纪了，但我们可不可以说话语调稍温和并带些歉意，不怂也不豪横地把口罩戴起来，向世界鞠个躬，说声：对不起，给你们添乱了。”该微博一经发表，立即引发了中国大陆部分网民的强烈不满，例如一篇被中国大陆网民广泛转发的文章指称邱孟煌“为全球跃跃欲试的排华行为提供道德依据”。事后邱孟煌虽然删除了涉事微博，不过仍然持续遭到中国大陆部分网民的谩骂与攻击。该事件发生后，新浪网援引中国中央电视台总编室知情人士说法，称邱孟煌已被彻底封杀，其主持的一档节目于2019年年底就由央视进行了调整。

### 其他事件
- 2014年10月，《新京报》总结多起央视女主播或女记者出镜时衣着不得体事件。其中包括：2007年，国际频道的叶迎春在一次播报节目中，侧身站立时红色衬衫纽扣未扣好而导致胸部露出肉色，不少人认为其上节目没有穿内衣。2011年6月5日，新闻频道女主播欧阳夏丹在主持《共同关注》时身着“透视”内衣。2011年7月，叶迎春在主持《汉语桥》节目时内衣肩带滑落。2012年，央视一气象女主播身穿豹纹服饰上镜。2013年11月，体育频道女记者艾婷婷在报道广州恒大与首尔FC的亚冠决赛时，衣领太低露出部分胸部，其本人回应为当时匆忙抢采访而没注意到西服内的背心意外掉下来，并未有意为之。2014年4月，体育频道女主播朱晓琳在午间《体育新闻》节目中身着一件深V衣服，内搭的肉色内衣还透出“深V”痕迹。[227]
- 2025年5月20日，在当天18时新闻频道播出的《共同关注》节目中，主持人胡蝶在播报国台办答记者问时，口误将“两岸”称为“两国”。[228]目前央视官方已将相关时段回放从网站上删除。

## 与央视文化方面的轶闻事件

### 央视新台址重大火灾事故
原定于2008年投入使用的央视新址主楼，却因为重大火灾事件而搁置多年，直至2013年开始逐步投入使用。该事情起源于2009年元宵节，央视新大楼北配楼在还没有投入使用的情况下带头违规燃放烟花爆竹遭遇火灾烧毁，造成一名消防员殉职，央视为此在新闻中向公众致歉。

### 央视总部大楼之影射生殖器之争议
雷姆·庫哈斯在2004年編輯的《Content》一書中，有一頁是許多格子圖像的拼合，其中有一些畫面把央視新大樓和裸女疊合：主樓是一雙腳膝跪地的裸女，臀部朝外趴著，旁邊的輔樓有如一座指向天空的男性生殖器。這在中國引起爭議，認為該圖代表庫哈斯的設計理念，是故意開色情玩笑。
然而大都會建築事務所否認央視大樓是色情玩笑：官方聲明稱，該圖是圖像設計師們當初提案給《Content》的封面設計之一，該封面圖被否決，但仍與其他被否決的圖一起附在書中；該圖像不代表事務所的立場，而央視大樓也沒有任何隱含的意義。《時代雜誌》指出，批評央視大樓設計有色情意涵的人之一，是過去十年來一直對西方建築師大舉入侵中國感到不滿的某大學建築學系教授（應是指東南大學建築學系教授鄭光復）。

## 央视版权保护

### 体育赛事版权争议
自1990年全程直播世界杯開始，央視購買了此後每屆世界杯和歐洲杯在中國內地的直播版權。而央視一套自1984年上星以來便以免費開鎖方式進行廣播，故很多亞太地區的觀眾可以通過該頻道免費收看到這些賽事。尤其是朝鲜，即使其当地的重要性国际体育赛事版权由韩国KBS或SBS统一买断，但朝鲜中央电视台依然会蹭中国东北地区的卫星信号或者地面有线信号来盗播央视的直播信号。
2012年歐洲杯期間，CCTV-1亦參與轉播賽事，由於為免費開鎖播出，卫星信号被蹭，从而讓已經買斷了本屆歐洲杯直播版權的亞太地區轉播機構的订户率低的有线数字卫星电视运营商大為不滿，招致對方投訴。故CCTV-1和原高清頻道（即現在的體育賽事頻道，當時亦為免費開鎖播出）在北京時間2012年6月18日凌晨，在最后一轮荷兰和葡萄牙死亡之组比赛最后10分钟紧急时刻，毫無預兆地突然中止了對歐洲杯賽事的轉播，引發部分觀眾不滿。之后央视紧急调整转播计划，从6月19日起凌晨转由CCTV-3作为CCTV-5转播赛事的替补频道，直至7月1日闭幕为止。
2014年6月13日至7月14日的世界杯期間，中國中央電視台為避免世界杯版權爭議，首次將該頻道的國內版本進行分途廣播。根據國際足聯版權相關規定，在世界杯進行時間段，該頻道的高清版本、國家廣播電視光纜傳輸幹線網（簡稱「國幹網」）有線電視信號的該頻道的標清版以及中星九號的「戶戶通」Ku波段加密信號的該頻道的標清版可以轉播世界杯賽事，鑫諾六號（中星6A）、中星6B以及中星九號「一代機」標清版開路信號因覆蓋範圍涵蓋了周邊國家，故改播其他節目。
至於2012年伦敦奧運會，由於國際奧委會與轉播商簽訂的協議規定，所轉播的奧運賽事必須提供一定時長的開路播出（所谓的“开路播出”，一般是指“免费电视”平台，而不是“卫星锅信号”），因此上述開路信號版CCTV-1的則照常轉播奧運賽事。但港澳版本在奧運期間，節目單獨編排，播出電視劇和重播節目，新聞時段內，除《新聞聯播》、《焦點訪談》外，其他新聞時段改與CCTV-4並機直播《中國新聞》。而香港有线电视播出的中央电视台新闻频道虽然也对部分赛事进行了直播，但由于该次奥运会香港地区转播权为有线电视拥有，节目并未遭到屏蔽。
但在2014年仁川亞運會，虽然亚运会赛事是允许开路转播，但因为CCTV-1需要安排政治任务纪录片而使节目信号再次分频编排，因而同樣參與轉播且开路播出的CCTV-2就沒有分頻播出（CCTV-1只转播两天亚运会赛事后取消计划后续安排，改由CCTV-2/5/5+负责，CCTV-2负责与CCTV-5+并机）。但因部分地區的有線電視服務以及無線電視發射台提供的標清信號不是國幹網的信號，會造成這些地區的用戶無法通過CCTV-1標清版收看賽事的情况。
由于当时中星九號“户户通”「一代機」上的CCTV-1標清版開路信號还在播出，故2016年的欧洲杯赛事CCTV-1不安排转播。而在2016年里约奥运会，由于CCTV-1大多卫星信号已经加密，但为配合國際奧委會與轉播商簽訂的協議規定开路播出，故安排CCTV-2作为赛事重播服务频道（仅奥运会期间下午15:00-17:00）。此前奥运会赛事一直动用军事·农业频道作为转播或重播服务频道。
由於上述國際体育賽事（尤其还有内地的体育赛事）央視均从未獲得在香港的轉播權，故這些賽事從未在港澳版本播出過，而澳门地区的夏季奥运赛事则由澳广视澳视体育转播CCTV-5的直播信号（夏季奥运会央视亦会分销版权于澳门地区）。但香港的部分觀眾仍能透過臨近地區（如深圳梧桐山）發射的地面電視信號（DS-47频道）收看包括CCTV-1国内版高清信号、CCTV-5+和广东广播电视台体育频道轉播的賽事，但从2017年7月18日起，CCTV-5+停止在深圳地面波的传送，香港临近地区接收的梧桐山地面信号仅通过CCTV-1和广东广播电视台体育频道可收看正常转播的赛事。
自2015年5月1日起，中星6B衛星上的CCTV-1標清版改为加密播出，中星6A衛星上的CCTV-1标清版开路信号也于同年12月26日停止传输，中星九號「一代機」上的CCTV-1標清版開路信號于2017年2月16日停止传输，衛星用戶（通常为广电网络有线电视运营商、地面电视发射站、转播台、宾馆酒店、大使馆、领事馆、事业单位）需申領解密卡才可繼續收看。

### 央视3、5、6、8版权乌龙
早些年，根据中央卫星电视传播中心（中广影视卫星有限责任公司）规定，央视体育频道同央视综艺频道、电影频道、电视剧频道和数字付费电视频道，仅针对有线电视网络平台传送播出（而中央电视台综艺、体育、电影、电视剧频道同时亦可在“户户通”三代机平台加密定向全国传送），有线电视网络针对上述加密频道进行收费，其收视费由各有线电视运营商合并到有线电视基本收视维护费中向用户收取。而中广影视卫星有限责任公司是中央电视台授权央视综艺频道、电影频道、电视剧频道节目版权管理的直属单位。经央视授权，中广影视卫星有限责任公司享有3、5、6、8频道加密电视信号转播经营权，而当时电信运营商经营的IPTV平台、商业视频网站以及任何境外卫星运营商若未经授权转播上述加密频道均被视为“违规行为”。
然而大部分地方的IPTV平台被视为“不理会禁令”，依然传送上述加密频道，通过接入本地有线电视信号等方式接入上述频道，随后为重要国际赛事关键场次举行期间的安全大检查避险之际，大多数地区IPTV对接总平台爱上传媒接入该公司制作的上述频道的综艺、体育、电影、电视剧频道的延时或精编版本（左上角盖上“IPTV3+、5+、6+、8+”标识），另外百视通、华数、未来电视、银河电视亦会对中国移动“魔百和”互联网电视上的直播专区节目表当中亦会上线同爱上传媒那样的3、5、6、8精编节目轮播或播出完全和央6与8频道节目完全不相关又没有任何央视水印的即自己编排电影、电视剧轮播。
2018年世界杯足球赛开幕前，中央广播电视总台更是发布声明，称未经中央广电总台书面授权，任何机构或个人不得在中国大陆地区通过互联网、IPTV、互联网电视、各类应用软件以直播、延迟播出、点播、轮播、下载或剧场院线播放、公共场所播放等其他任何方式使用2018年世界杯比赛的音视频节目内容、广播电视信号或任何相关素材。实际上，央视旗下“爱上传媒”服务开设了“爱上世界杯”专区，针对有对接当地广电播控平台和爱上传媒服务的亦可以通过该专区收看点播，而直播方面，部分省市IPTV却在世界杯期间纷纷下架CCTV5等频道，甚至部分地区移动“魔百和”亦纷纷下架1、5、5+三个频道并改到世界杯专区“咪视通”进行直播。
另外，一些电信或联通运营商经营的IPTV平台由于存在央视3、5、6、8频道，更被广电网络公司因“侵权”或“不正当竞争”告上法庭。2018年6月，湖南有线、广东广电网络分别将中国电信湖南分公司、广东分公司起诉至法院，要求中国电信立即停止非法盗播行为，实际上，该两省广电有线电视网络运营商有过其他背后栽赃勾当的事情，例如湖南有线（隶属湖南电广传媒）下级分公司对湖南广播电视台湖南经视等地面频道盖台广告并伪造台标、飞字幕和贴狗皮膏药等泛滥严重，观众投诉无果，甚至以至于信以为真的老年观众误导后导致丧命，故近年湖南的有线电视亦因此而遭群众抵制而严重流失用户。此次有线方起诉，则被群众认为“只是为了3568四个频道的利益为借口讨好罢了”。此前山东有线、南昌广电网络也因IPTV同类事情而法院告发胜诉，但迄今为止山东IPTV的央视3、5、6、8实时直播信号依然安然无恙（但只上线标清频道，且信号源为“户户通”）。实际上，IPTV的3、5、6、8实时直播信号和精编版轮播频道也有央视新媒体旗下IPTV总平台爱上传媒介入。
2017年7月18日，同样受惠于国家版权局、中央卫星电视传播中心规定打击盗播行为，境外卫星运营商台湾数码天空、香港艺华卫视、台湾华人卫星均下架了CCTV-3、5、6、8四个频道（于同年11月6日数码天空、艺华卫视却恢复传输3、5、6、8四个频道，但又于11月11日再次下线）。而108.2Ku波段的“南星”运营商原来存在过CCTV-3、5、6、8四个频道的，于11月11日下线，然而却于11月28日上线了该四个频道的对应精编定制版本，即盗播IPTV信源上的“IPTV3+、5+、6+、8+”，后再次下架。
但迄今情况下，3、5、6、8并非是免费的午餐，现部分省市有线网就因收入严重亏损惨重导致最后未能支付3、5、6、8续约授权费用而导致被中卫传中断授权，而其当地有线网的3、5、6、8高清频点均黑屏卡顿或变成“户户通”标清信号，例如河南有线、陕西广电网络、龙江广电网络、河北广电网络，均会遭到短暂性甚至是无限期停传3、5、6、8高清频道，再到恢复传送时或与当地IPTV播控平台共享版权。2019年上半年，广电总局针对全国IPTV就进行安全大检查整改，2019年下半年，随着市场局面的变革和IPTV用户数的增长，央视与中卫传亦低调针对部分地区IPTV播控平台陆续开放3、5、6、8高清、标清的授权，并且至今已经有多个省市IPTV已经恢复或正式上线3、5、6、8高清频道直播，可见昔日的有线电视独家也在逐步淡化着。

## 节目素材乌龙

### 《舌尖上的中国》涉嫌抄袭
央视纪录片《舌尖上的中国》第一季的开头和宣传片涉嫌抄袭自画家许钦松的作品《岭云带雨》。事后，海报设计者张发财主动联系许钦松并道歉，许钦松声明表示无偿授权张发财及中央电视台继续在《舌尖上的中国》海报中使用其作品。
《舌尖》第二季中第一集《脚步》被网友质疑片中拍摄手法疑似抄袭BBC纪录片《人类星球》，特别是《舌尖》第一集《脚步》中白马爬树找蜂巢收集蜂蜜的拍摄手法疑似抄袭《人类星球》第4集中非洲土族攀爬百米大树采蜜的场景的片段。陈晓卿并没有否认，但他不认为这是抄袭，“我不太同意‘抄袭’说法，艺术都是相通的，我们有致敬的成分在里面。因为很多经典纪录片、知名导演都是我们自己喜欢的，也在业内成为经典，应该说是致敬吧”；第三集《时节》讲述飞鱼的四个镜头被网友质疑照搬了BBC纪录片《Life》之《魚類》的镜头，其後该集导演胡博承认《时节》经过BBC的官方授权，一共有五个镜头用了BBC的素材。

### CCTV-7农业节目被指盗用作品
2015年9月10日，新浪微博@王源宗Bboy 发文章称，CCTV-7农业节目时段的节目在2015年7月22日播出的「《美丽中国乡村行》舌尖上的乡村——美味“乡”猪」中盗用了其于2013年在西藏拍摄的作品。该用户致电央视称央视CCTV-7台盗用了其延时摄影素材，却被央视告知「央视用你素材又怎么了」。随后央视微博发表声明称素材是从淘宝购买的，并对当事人「表示歉意」。

### 使用A320冒充C919飞机
中央电视台新闻频道（CCTV-13）在2023年1月30日报导“国产大飞机C919兔年首飞”这则新闻时，配用了一架东航空中客车公司A320neo客机的图像，随后该报道被删除。

## 台标风波

### 电视荧屏台标保护
除了体育赛事方面的版权保护外，其他方面的版权亦有保护，如从2015年开始除夕夜春节联欢晚会，卫视和地方台转播时候不得以任何形式遮盖CCTV-1台标，必须挪动自己的台标或去除台标。
另外从2017年开始的央视政治系列纪录片，各卫视和地面频道同步跟播的片带必须是央视提供的且左上角带“CCTV-1 综合”台标的成片节目（台标质感和真正电视画面的CCTV-1高清、标清频道的台标各有异同，参见中国中央电视台台标#双线台标时期（带频道名称））。而通过新媒体平台传播的央视一套首播综艺节目片段，也会在画面左上角带“CCTV-1 综合”的台标（一样与真正电视画面的CCTV-1高清、标清频道的台标各有异同）。
2019年9月25日，中央广播电视总台发表《关于加强版权资产保护的声明》，明确“任何机构依法使用总台版权资产时，应当标注‘中央广播电视总台版权所有’并注明内容来源，完整保留节目中的台标和/或版权标识，不得对台标和/或版权标识进行涂抹、遮盖、删减”。

### 蝴蝶台标作者闹法院
2001年，前央视蝴蝶台标图案的设计人张德生以著作权人的身份将央视告上了法庭，要求中央电视台承担侵权责任。张德生原是央视新闻部工作人员（后已退休），于1978年参加了央视征集CCTV台标图案的活动，其作品被选中为台标，当时双方没有约定台标的版权归属，央视也没有向张德生支付报酬。1998年6月，为接轨国际响应，央视更换了电视荧屏台标，之后张德生以央视为被告，向海淀区法院提起诉讼，认为原、被告之间形成了实践性委托创作合同关系，台标图案是个人设计的作品，原告对该作品享有著作权，央视长期使用未付报酬，还擅自修改台标，并将台标用于节目播出外的非公益性活动，侵犯了原告对台标这一美术作品所享有的获得报酬权，保护作品完整权和修改权。
被告央视认为，当时原告作为被告的工作人员，接受领导下达的任务并利用单位物质条件设计出的台标属于职务作品。由于台标是中央电视台的特殊标志，具有专属性，不能由台外的任何人享有权利。且长期以来，张德生未对被告使用台标行为提出异议，依著作权法的规定，被告对该台标享有著作权，故央视并没有侵犯原告的任何权利。最终，北京市海淀区法院认定，央视对该台标享有著作权，可以自主使用，并驳回原告的诉讼请求。

### 记分牌被遮挡
就在2008年北京奥运会转播初期的2008年8月10日下午，邯郸市一观众反映此时央视的转播记分牌被台标遮挡，并打电话到中央电视台奥运观众热线专区反映，之后于当日下午15:45央视转播赛事的频道均挪动台标在右上角，直到奥运结束，并沿用该对策至今。

## 其他

### 《中國新聞》别斯兰人质有奖競猜
2004年俄罗斯别斯兰人质危机时，中文国际频道（CCTV-4）《中國新聞》在播出事件报道时于底边字幕将遇难人数作为当期发送短信有奖競猜的题目。

### 赴台大熊猫命名短信投票乱收费丑闻
2006年《春节联欢晚会》通过短信投票方式，最终将赴台湾大熊猫命名为“团团”、“圆圆”。《春晚》宣称：当日共有七千余万短信投票。凡参与投票的手机号都在机主不知情的情况下被绑定了服务，而且不能退订。长假七日，用户一般会陆续接到六条收费短信，每条收费一元；如果试图退订，就会收到更多收费短信。不过央视解释，这是手机运营商的问题，与电视台无关。

### 盗用日本游戏音乐素材疑虑
在 20210116 饮食文化节目 《家乡至味：冬季篇（六）》中的 37 分 10 秒处，出现了 任天堂 游戏 萨尔达传说 系列中的海拉鲁摇篮曲。20181230 《魅力中国城 第二季：辉南VS乐陵》 中的 3 分 39 秒处，出现了独立制作游戏东方Project《东方萃梦想》的改编歌曲。
有观点认为，日本大部分音乐创作作品著作权被归入日本音樂著作權協會（JASRAC）管理，然后JASRAC可以与其他国家的著作权管理组织进行版权交易，授权对其他地区的著作权使用；中国音乐著作权协会（音著协）与JASRAC都有加入国际作者和作曲者协会联合会（CISAC）（音著协于1994年5月加入CISAC）和国际影画乐曲复制权协理联会（BIEM）框架，可以通过相互代表协议获得其他地区的著作权管理权；2010年9月22日中央电视台与中国音乐著作权协会签署了合作协议，并获得《音乐作品使用许可证》，从而可以通过此方式获得使用日本地区音乐的著作权使用。

### 邀请蒂埃里·亨利玩盗版游戏
2007年6月4日晚体育频道播出的《天下足球》栏目被指出公开使用走私游戏机和盗版软件。节目中主持人段瑄和嘉宾法国前锋蒂埃里·亨利使用Xbox 360玩游戏《实况足球X》，被网友发现该实况足球X是汉化不完全的版本，而且执行此游戏的Xbox 360游戏机从未在中国大陆发行。事后微软表示Xbox 360和实况足球X皆未在中国大陆地区正式发行，而中央电视台体育频道表示节目由《天下足球》节目组负责，对该节目组是否使用盗版并不知情。

### 动画片内容成人化
2009年2月10日，西部商报刊发题为《兰州家长炮轰央视少儿频道》的新闻，称众多家长怒斥央视少儿频道播出的部分动画片对自己的孩子造成不良心理影响，表示现在的动画片已经成人化，过分贴近社会不良习气，会对孩子心理健康成长造成很大影响。当地律师表示将依照法律择机发送《律师函》，督促相关侵权人即时履行赔偿义务，减少社会危害。
2013年10月，央视《新闻联播》批评《喜羊羊与灰太狼》、《熊出没》等动画片存在暴力失度、语言粗俗等问题。据2014年1月1日播出的《新闻联播》跟进报道称，《喜羊羊与灰太狼》、《熊出没》等动画片已对暴力情节、不当对白等进行删改。
注：不同观点另见本条目“央视批《喜羊羊》《熊出没》暴力事件”章节。

### “你幸福吗”采访
2012年中秋、国庆双节前期，中央电视台推出了《走基层百姓心声》特别调查节目“幸福是什么？”央视走基层的记者们分赴各地采访包括城市白领、乡村农民、科研专家、企业工人在内的几千名各行各业的工作者，“幸福”成为媒体的热门词汇。
2012年10月11日莫言获得诺贝尔文学奖，接受央视采访时表示，自己“不知道”是否幸福。现在的“莫言热”很快就会过去，文学的相对边缘、落寞，也没什么不好。在被董倩追问“你幸福吗？”时，莫言干脆地回答说“我不知道，我从来不考虑这个问题。”“我现在压力很大，忧虑重重，能幸福么？”莫言说，“我要说不幸福，那也太装了吧。刚得诺贝尔奖能说不幸福吗？”
一位清徐县北营村务工人员面对记者的提问时，首先推脱了一番：“我是外地打工的不要问我。”该位记者却未放弃，继续追问道：“您幸福吗？”这位清徐县北营村务工人员用眼神上下打量了一番提问的记者，然后答道：“我姓曾。”这段对话也让收看该期节目的观众忍俊不禁，热议连连。

### 《体育人间》栏目现爆乳镜头事件
2015年3月底，央视《体育人间》栏目播出了《七天计划》，节目组请来了12位有游泳基础但并未接触过花样游泳的女孩，组成两队经过7天训练之后进行一场花样游泳表演。但在画面中出现了学员的火辣身材，尤其是爆乳的镜头，此举引发了网友“剪”与“不剪”（此前《武媚娘传奇》剪掉了所有的爆乳镜头）的热议，不过，该节目仍然搏得了观众的眼球。

### 2018年《开学第一课》未按时播出
2018年9月1日，根据教育部要求，央视一套将于当日20:00播出《开学第一课》。然而多数观众发现，央视一套并未按时播出节目，而是先播出长达十余分钟的广告，引发家长不满，有观众戏称为《广告第一课》。对此，央视在翌日就此事件发文，向观众表示歉意。

### 部份涉抄袭的节目

#### 《新闻30分》
2006年版《新闻30分》片头画面疑似抄袭了美国广播公司的2004年版《ABC世界新闻》片头画面，其背景色调均为金色，且均使用了多个黑色圆片开场、随后拉近圆片，圆片上也均出了白色的字。

#### 《大嘴巴嘟嘟》系列
《大嘴巴嘟嘟》是一齣2007年的中國動畫。由於其內容包括動作及特徵等幾乎與《蠟筆小新》相同；而日常生活亦以日本風格表達，並非中國式生活；甚至《大嘴巴嘟嘟》本身畫風奇差無比。中國大陸人給予大量的批評後，當局無停播節目，並無視了外界投訴。製作單位就「山寨版蠟筆小新」的指控作聲言：「除了配音之外，其他都是我們的原創！」

### 台长相关争议事件
2021年12月22日，网传中国中央电视台台长兼中共中央宣传部副部长慎海雄与中国女演员再婚，随后在中国大陆社交媒体被迅速删帖屏蔽，佟丽娅、慎海雄、再婚随即成为敏感词，在微信私聊中发送成功后，对方无法收到。且多名网友因在微信聊天中提到此事遭到短期封号。当日，北京市公安局海淀分局发布通报，称已接到佟丽娅的报案，但并未说明佟丽娅的报案内容，热搜话题内仅官方媒体和政府机构可以讨论，遭到中国大陆民众不满。12月28日，北京市公安局海淀分局发布通报，称已对造谣者行政拘留。热搜话题仍是只有官方媒体机构可以讨论发帖，此事持续遭到中国大陆民众不满，甚至对北京当局因言获罪的反感。部分网民质疑，海淀区公安分局所行政拘留的三人是当局虚构出来的。同日晚上，佟丽娅工作室就此事发表声明，称佟丽娅女士目前为离异、单身状态。

### 审查或限制国际残奥委会反战致辞
2022年3月，俄罗斯入侵乌克兰的战争引起世界重大的关注，国际残奥会主席安德鲁·帕森斯在北京鸟巢体育场为2022年冬季残疾人奥林匹克运动会开幕式发表致辞时，身为主办国官方转播机构的中国中央电视台突然停止翻译他在对战争的谴责，也暂停了手语翻译，甚至在讲话时降低了他的音调。最后，他结束辞言时高举双臂大喊呼吁「和平」的口号也沒有翻译出来，该镜头还被剪掉。另外，当20名代表乌克兰参赛的运动员入场时，中国中央电视台还切换了镜头，没有转播安德鲁·帕森斯为乌克兰20名运动员鼓掌的镜头，最后还将安德鲁·帕森斯的致辭影片的回放从其网站和应用程序上删除。
国际残奥委会当晚就安德鲁·帕森斯的发言被审查一事，要求中国中央电视台对此作出解释。隔日，国际残奥会发言人克雷格斯宾塞（Craig Spence）告诉《法新社》，他们已经等待了超过24小时，但仍然没有得到中国中央电视台的任何答复。北京残奥会的闭幕式上，安德鲁·帕森斯的发言再次遭到中国中央电视台的审查，其呼吁的「和平」口号和相关内容在转播节目中再次没有了翻译。

### 转播卡塔尔世界杯切走观众镜头
中国中央电视台体育频道从北京时间11月24日晚间的比赛起开始使用球员、官员或足球场画面取代观众席球迷的特写镜头。据英国广播公司（BBC）观察，在加纳对阵韩国的比赛中，第68分钟穆罕默德·庫杜斯进球的时候，其他地区都播出了加纳球迷狂欢、韩国球迷失落的特写画面，但在中国转播比赛的央视没有播出，反而播了韩国主教练保罗·本托和加纳主教练奥托·阿多的反应。而到了比赛结束时韩国球迷庆祝胜利的时候，央视也没有呈现画面。据BBC比较分析，央视的转播大约与BBC延迟了52秒。从北京时间11月30日晚间的比赛起观众席球迷的特写镜头重新出现在央视的转播中，但仍有一部分被替换，且2022年12月6日（江泽民同志追悼大会全国哀悼日）转播的比赛再次进行了无差别替换，隔日恢复。

## 注脚
1. ↑  同“一氧化二氢”一样，此处的“零醇”及“氧酚（应为“氢酚”，帖子作者表示为笔误）”也是水的恶作剧别称。
2. ↑  因为军事·农业频道是国家级公共卫星电视平台，主要面向军农地区，定位尴尬，收视效果会不佳，故安排传统的CCTV-2参与直播或录像。实际上像香港现在的TVB无线财经台亦会在空闲时段安排转播体育赛事，亦同美国CNBC那样的编排模式。
3. ↑  中国中央电视台的公共（免费）频道，即观众不需要付收视费，或只要支付当地有线电视基本收视维护费即可收视的频道，以及户户通用户可直接全国范围接收免费收看（含综艺、体育、电影、电视剧、纪录频道）的频道。实际上综艺、体育、电影、电视剧频道四个频道在有线电视范围是属于收费频道（央视所有公共频道、省市级上星综合频道和民语上星频道在户户通均属于加密定向中国境内覆盖的频道），只是这几个频道的收视费被当地的有线电视运营商合并到有线电视基本收视维护费中向用户收取（CCTV数字付费频道部分频道亦是如此，但有价值的频道一般会锁码播出）。纪录频道、体育赛事频道属于加密不收费，同时纪录频道亦是无线地面波工程必传频道。
4. ↑  其版权标记样式同芒果TV的湖南卫视电视剧和综艺节目的点播源亦是如此，以及像印度国家的一些电视台在YouTube上载的新闻节目视频亦是如此。